# Karma Thutob Namgyal
Karma Thutob Namgyal' (tibétain : ཀར་མ་མཏའུ་སྟོབས་རྣམ་རྒྱལ, Wylie : Kar ma mt'u stobs rnam rgyal), décédé le 17 octobre 1610, de la dynastie Tsangpa (1565 à 1642), est un dirigeant du Tsang,,.